# MEMS

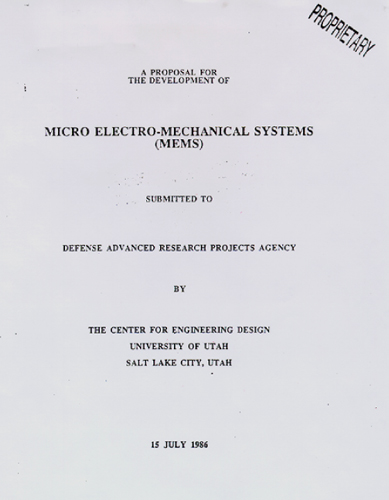
Propunere depusă la DARPA în 1986, introducând pentru prima dată termenul de „sisteme microelectromecanice”

Sistemele micro-electro-mecanice (MEMS), denumite și sisteme microelectromecanice (sau sisteme microelectronice și microelectromecanice), precum și micromecatronica și microsistemele aferente, reprezintă tehnologia dispozitivelor microscopice, în special a celor cu părți mobile. La scara nanometrică, acestea se contopesc în sistemele nanoelectromecanice (NEMS) și în nanotehnologie. MEMS sunt, de asemenea, denumite micromașini în Japonia și tehnologie a microsistemelor (MST) în Europa.
MEMS sunt alcătuite din componente cu dimensiuni cuprinse între 1 și 100 de micrometri (adică de la 0,001 la 0,1 mm), iar dispozitivele MEMS au în general dimensiuni cuprinse între 20 de micrometri și un milimetru (adică de la 0,02 la 1,0 mm), deși componentele dispuse în rețele (de exemplu, dispozitivele digitale cu microundă) pot avea dimensiuni mai mari de 1000 mm2. De obicei, acestea constau dintr-o unitate centrală care procesează datele (un cip de circuit integrat, cum ar fi un microprocesor) și mai multe componente care interacționează cu mediul înconjurător (cum ar fi microsenzorii). Din cauza raportului mare dintre suprafața și volumul MEMS, forțele produse de electromagnetismul mediului înconjurător (de exemplu, sarcinile electrostatice și momentele magnetice) și dinamica fluidelor (de exemplu, tensiunea superficială și viscozitatea) sunt considerații de proiectare mai importante decât în cazul dispozitivelor mecanice la scară mai mare. Tehnologia MEMS se distinge de nanotehnologia moleculară sau de electronica moleculară prin faptul că aceasta din urmă trebuie să ia în considerare și chimia suprafețelor.
Potențialul mașinilor foarte mici a fost apreciat înainte de a exista tehnologia care să le poată realiza (a se vedea, de exemplu, faimoasa prelegere a lui Richard Feynman din 1959, There's Plenty of Room at the Bottom). MEMS au devenit practice odată ce au putut fi fabricate cu ajutorul tehnologiilor modificate de fabricare a dispozitivelor semiconductoare, utilizate în mod normal pentru fabricarea de produse electronice. Printre acestea se numără turnarea și placarea, gravarea umedă (cu KOH, TMAH/hidroxid de tetrametil amoniu) și uscată (RIE/gravare cu ioni reactivi și DRIE), prelucrarea prin descărcare electrică (EDM) și alte tehnologii capabile să producă dispozitive mici.

## Istoric
Tehnologia MEMS își are rădăcinile în revoluția siliciului, care poate fi urmărită până la două invenții importante ale semiconductorilor din siliciu din 1959: cipul monolit de circuit integrat (IC) realizat de Robert Noyce la Fairchild Semiconductor și MOSFET (tranzistorul cu efect de câmp metal-oxid-semiconductor sau tranzistorul MOS) realizat de Mohamed M. Atalla și Dawon Kahng la Bell Labs. Scalarea MOSFET, adică miniaturizarea MOSFET-urilor pe cipuri de circuite integrate, a dus la miniaturizarea electronicii (așa cum au prezis legea lui Moore și scalarea Dennard). Acest lucru a pus bazele miniaturizării sistemelor mecanice, odată cu dezvoltarea tehnologiei de micromecanizare bazată pe tehnologia semiconductorilor de siliciu, deoarece inginerii au început să realizeze că cipurile de siliciu și MOSFET-urile pot interacționa și comunica cu mediul înconjurător și pot procesa lucruri precum substanțe chimice, mișcări și lumină. Unul dintre primii senzori de presiune din siliciu a fost microlucrat izotrop de către Honeywell în 1962.
Un prim exemplu de dispozitiv MEMS este tranzistorul cu poartă rezonantă, o adaptare a MOSFET-ului, dezvoltat de Harvey C. Nathanson în 1965. Un alt exemplu timpuriu este rezonatorul, un rezonator monolit electromecanic electromecanic patentat de Raymond J. Wilfinger între 1966 și 1971. În perioada anilor 1970 și începutul anilor 1980, au fost dezvoltate mai multe microsenzori MOSFET pentru măsurarea parametrilor fizici, chimici, biologici și de mediu.

## Tipuri
Există două tipuri de bază ale tehnologiei comutatoarelor MEMS: capacitive și ohmice. Un comutator MEMS capacitiv este dezvoltat folosind o placă mobilă sau un element de detecție, care modifică capacitatea. Întrerupătoarele ohmice sunt controlate prin cantilevere controlate electrostatic. Întrerupătoarele MEMS ohmice se pot defecta din cauza oboselii metalului din actuatorul MEMS (cantilever) și a uzurii contactelor, deoarece cantileverele se pot deforma în timp.

## Materiale pentru fabricarea MEMS
Fabricarea MEMS a evoluat din tehnologia de procesare în fabricarea dispozitivelor semiconductoare, adică tehnicile de bază sunt depunerea straturilor de material, modelarea prin fotolitografie și gravura pentru a produce formele necesare.

### Siliciu
Siliciul este materialul utilizat pentru a crea majoritatea circuitelor integrate utilizate în industria modernă în domeniul electronicelor de consum. Economiile de scară, disponibilitatea imediată a materialelor ieftine de înaltă calitate și capacitatea de a încorpora funcționalități electronice fac siliciul atractiv pentru o mare varietate de aplicații MEMS. Siliciul are, de asemenea, avantaje semnificative generate de proprietățile sale materiale. În formă monocristalină, siliciul este un material care respectă aproape de perfecțiune legea lui Hooke, ceea ce înseamnă că, atunci când este flexat, nu există practic niciun histerezis, prin urmare aproape nicio disipare de energie. Pe lângă faptul că permite o mișcare foarte repetabilă, acest lucru face ca siliciul să fie foarte fiabil, deoarece este foarte rezistent la oboseală și poate avea o durată de viață de miliarde sau trilioane de cicluri fără a se rupe. Nanostructurile semiconductoare pe bază de siliciu capătă o importanță din ce în ce mai mare în domeniul microelectronicii și, în special, al MEMS. Nanofirele de siliciu, fabricate prin oxidarea termică a siliciului, prezintă un interes suplimentar în domeniul conversiei și stocării electrochimice, inclusiv în cazul bateriilor cu nanofire și al sistemelor fotovoltaice.

### Polimeri
Chiar dacă industria electronică oferă o economie de scară pentru industria siliciului, siliciul cristalin este încă un material complex și relativ scump de produs. Pe de altă parte, polimerii pot fi produși în volume uriașe, cu o mare varietate de caracteristici materiale. Dispozitivele MEMS pot fi fabricate din polimeri prin procese precum turnarea prin injecție, ștanțare sau stereolitografie și sunt deosebit de potrivite pentru aplicații microfluidice, cum ar fi cartușele de unică folosință pentru testarea sângelui.

### Metale
Metalele pot fi, de asemenea, utilizate pentru a crea elemente MEMS. Deși metalele nu au unele dintre avantajele prezentate de siliciu în ceea ce privește proprietățile mecanice, atunci când sunt utilizate în limitele lor, metalele pot prezenta un grad foarte ridicat de fiabilitate. Metalele pot fi depuse prin procese de galvanizare, evaporare și pulverizare catodică. Printre metalele utilizate în mod obișnuit se numără aurul, nichelul, aluminiul, cuprul, cromul, titanul, tungstenul, platina și argintul.

### Ceramică
Nitrurile de siliciu, aluminiu și titan, precum și carbura de siliciu și alte materiale ceramice se aplică din ce în ce mai mult în fabricarea MEMS datorită combinațiilor avantajoase de proprietăți materiale. AlN cristalizează în structura wurtzită și, astfel, prezintă proprietăți piroelectrice și piezoelectrice care permit senzori, de exemplu, cu sensibilitate la forțe normale și de forfecare. TiN, pe de altă parte, prezintă o conductivitate electrică ridicată și un modul de elasticitate mare, ceea ce face posibilă punerea în aplicare a schemelor de acționare electrostatică a MEMS cu grinzi ultrasubțiri. În plus, rezistența ridicată a TiN la biocoroziune califică materialul pentru aplicații în medii biogene. În figură este prezentată o imagine microscopică electronică a unui biosenzor MEMS cu un fascicul de TiN flexibil cu o grosime de 50 nm deasupra unei plăci de bază din TiN. Ambele pot fi acționate ca electrozi opuși ai unui condensator, deoarece fasciculul este fixat în pereți laterali izolatori din punct de vedere electric. Atunci când un fluid este suspendat în cavitate, vâscozitatea acestuia poate fi dedusă din îndoirea fasciculului prin atracția electrică față de placa de masă și măsurarea vitezei de îndoire.

## Aplicații
Unele aplicații comerciale comune ale MEMS includ:
- Imprimante cu jet de cerneală care utilizează piezoelectrice sau ejecția termică a bulelor pentru a aplica cerneala pe hârtie.[4][5] În 1997, primul produs comercial care a utilizat tehnologia MEMS a fost un cartuș de imprimantă cu jet de cerneală fabricat de Hewlett-Packard.[6]
- Accelerometrele se află în vehiculele moderne pentru un număr mare de scopuri, inclusiv pentru desfășurarea aeromontajelor de siguranță și controlul electronic al stabilității.
- Unități de măsurare inerțială (IMU):
  - MEMS-accelerometre
  - Giroscoape MEMS în elicopterele, aeronavele și multirotoarele (cunoscute și sub numele de drone) pilotate de la distanță sau autonome, utilizate pentru a detecta și echilibra automat caracteristicile de zbor de ruliu, tangaj și cădere.
  - Un senzor de câmp magnetic MEMS (magnetometru) poate fi, de asemenea, încorporat în astfel de dispozitive pentru a asigura mișcarea direcțională.
  - MEMS-sistemele de navigație inerțială(INS) ale automobilelor moderne, avioanelor, submarinelor și altor vehicule pentru a detecta clinitura, tangaj și ruliu; de exemplu, autopilotul unei aeronave.[7]
- Microfoane MEMS în dispozitive portabile, cum ar fi telefoanele mobile, căștile și laptopurile. Piața microfoanelor inteligente include smartphone-uri, dispozitive portabile, aplicații pentru case inteligente și automobile.[8]
- Rezonatoare de precizie cu compensare de temperatură în orice ceasuri în timp real.[9]